# 中澤志月
中澤 志月（なかざわ しづき、1974年10月1日 - ）は、元静岡放送 (SBS) のアナウンサーである。

## 来歴
埼玉県出身。日本大学大学院芸術学研究科舞台芸術専攻修了。花柳流の師範。
JNNニュースバード（現：TBSニュースバード）のキャスターを経て、2003年にSBSに入社する。同期に同局アナウンサーの牧野克彦と原田亜弥子がいる。ラジオパーソナリティ志望であった。
2006年12月27日、それまでに出演していた番組をすべて降板し、同月末付でSBSを退社・結婚する。

## フリーアナウンサー時代の担当番組

### テレビ
- JNNニュースバード（2000年4月 - 2003年3月） - キャスター
- 特選名品館（2002年2月 - 2003年3月、TBS） - リポーター

### ラジオ
- BAY FMサマーキャンペーン（1998年7月 - 8月、ベイエフエム） - リポーター
- スポーツBOMBER!（2001年10月 - 2002年3月、TBSラジオ） - アシスタント

## 静岡放送時代の担当番組

### テレビ
- SBSテレビ夕刊（2003年4月 - 2005年9月） - スポーツキャスター
- SBS土曜スコープ（2003年4月 - 2005年9月）
- とく報!4時ら（2005年10月 - 2006年12月）

### ラジオ
- 猛烈昼下がりアッパレ！ハレハレ - 「帰ってきた！王様の耳そうじ」
- MUSIC TALK SHOP（2004年4月 - 2005年9月）